# Franz Hansl
Franz Hansl (* 23. Oktober 1897 in Troppau, Österreich-Ungarn; † 13. August 1942 in Arezzo, Italien) war ein österreichischer Fußballspieler und -trainer. Der Stürmer wurde mit dem Wiener Amateur-SV 1924 österreichischer Meister und 1921 Cupsieger. Als Trainer arbeitete er später in Italien und betreute die österreichische Elf bei der Weltmeisterschaft 1934.

## Karriere

### Stürmerstar bei den Amateuren
Franz Hansl begann seine Karriere beim DSV Troppau, der allerdings während des Ersten Weltkriegs auf Grund der ausgesetzten Mährisch–Schlesischen Meisterschaft des ÖFV keine Pflichtspiele bestreiten konnte. Kurz vor Kriegsende schloss sich der Stürmer dem Wiener Amateur-SV an. Er mauserte sich bald zum Topscorer des Vereins und bildete gemeinsam mit Kálmán Konrád eines der effektivsten Angriffduos der Liga. Mit einem Schnitt von fast einem Tor pro Spiel schoss der Stürmer in der Liga 1920/21 20 Tore und im darauf folgenden Jahr sogar 22 Treffer. Konrád traf 17 sowie 21 Mal in das gegnerische Goal. Bei einem 6:0 gegen die Vienna gelangen Hansl gleich vier Tore in einem Spiel, die anderen beiden erzielte sein Sturmpartner.
1921 sollte es aber als vorerst bestes Ergebnis nur zur punktgleichen Vizemeisterschaft hinter Rapid reichen sollte. Dafür konnte im selben Jahr mit einem 2:1 gegen den Wiener Sport-Club mit dem ÖFB-Cup der erste Titel der Vereinsgeschichte geholt werden. Franz Hansl steuerte den ersten Treffer im Finale dazu bei. In der Nationalmannschaft hatte der Stürmer bereits am 6. April 1919 sein Debüt gegen Ungarn gegeben. Am 15. Jänner 1922 gelangen ihm im Team zwei Tore bei einem 3:3 gegen Italien in Mailand.
1920 wurde der Innensturm mit Ferdl Swatosch schlagkräftig komplettiert. In einem berühmten Spiel vor über 50.000 Zuschauer auf der Hohen Warte gegen Rapid (7:3) erzielten die drei gemeinsam alle sieben Treffer, wobei Franz Hansl dreimal traf. So konnten sich die Amateure letztlich klar 1923/24 ihren ersten Meistertitel sichern, wobei durch die hochkarätigen Neuverpflichtungen im Innensturmbereich durch Guggi Wieser und Alfréd Schaffer Franz Hansl in die Rolle des Ergänzungsspielers gedrängt wurde und im Meisterjahr nur noch sechs Ligaspiele machte.

### Wechsel nach Italien und Weltmeisterschaft 1934
Letztlich entschied sich der Stürmer, zum Aufsteiger WAC zu wechseln, wo er prompt in seinem ersten Spiel ein Tor beim sensationellen 2:0-Sieg gegen die Amateure  erzielte. Nach gelungenem Klassenerhalt wechselte Franz Hansl 1926 nach Italien zum kleinen FC Forlì, wo er zunächst als Spielertrainer und anschließend als Trainer tätig war. Sein erstes großes Engagement aus der Serie A erhielt Francesco Hansel 1932 bei der AC Torino sowie in den folgenden Jahren bei der US Alessandria Calcio, der AS Livorno und der US Salernitana.
Während seiner Zeit als Trainer in der Serie A erklärte sich Franz Hansl auch bereit, die österreichische Nationalmannschaft bei der Fußball-Weltmeisterschaft 1934 in Italien zu trainieren. Bei der seinerzeit dilettantischen Vorbereitung verzichtet der ÖFB auf die Mitnahme eigener Betreuer und stellte auch nur einen 16-Mann-Kader auf. Das Team erreichte über Frankreich und Ungarn das Halbfinale, wo es zum unrühmlichen Ausscheiden gegen den Gastgeber kam.

## Erfolge
- 1 × Österreichischer Meister: 1924
- 3 × Österreichischer Vizemeister: 1920, 1921, 1923
- 1 × Österreichischer Cupsieger: 1921
- 2 × Österreichischer Cupfinalist: 1920, 1922

- Halbfinale bei der Fußball-Weltmeisterschaft 1934 (als Trainer)